# Sabaoth
Sabaoth es una banda paraguaya de black metal proveniente de Asunción, Paraguay, cuya propuesta musical emergió con suceso en la década de los noventa. Desde sus inicios buscaron un sonido propio que los diferenciara de las bandas de dicho género de la época. Es una de las bandas más representativas de black metal de Sudamérica.

## Biografía
Sabaoth fue formado en Asunción – Paraguay a mediados del año 1992 por Lord Norrack (batería), Zethyaz (guitarra y bajo)y Zethineph (voz y teclados). Al año siguiente edita el demo “Dentro Del Culto” (1993), y luego su segundo demo “Southern Twilight” (1994), presentando un black metal basado en pasajes armoniosos y climáticos, arreglos de teclados, con sonido muy particular pero influenciado por grandes bandas europeas de black metal como Emperor, Burzum, Mayhem, Samael, etc.
Luego de la edición del segundo demo tape, la banda comenzó a recibir muy buenas críticas de medios de Europa, Estados Unidos y Asia. A fines del año 1995 entran a grabar su álbum debut con el sello argentino Stormsouls, el mismo sale a la venta en el año 1996 tomando así por sorpresa a quienes no estaban al tanto que Paraguay pudiera ofrecer tal particular propuesta de black metal con toques avantgarde. El grupo no tardo en ser catalogado por los medios como la mejor agrupación de black metal sudamericano y una de las pioneras del continente.
En el mes de mayo de 1996 la banda participa en un festival en Buenos Aires, presentándose como segunda banda principal y compartiendo escenario con el grupo brasilero Sarcófago. La banda obtuvo elogios y excelente respuesta por parte de un público sorprendido por la impactante puesta en escena y la original propuesta.
En el año 1998 Zethineph decide abandonar la banda, y tras el alejamiento del mismo, el grupo decide continuar con dos miembros originales, The N (Norrack) en la batería y los teclados, y Zethyaz haciéndose cargo de la voz, guitarra y el bajo.
En agosto de 1999 es editado el segundo álbum de la banda “Windjourney” a través del sello argentino ICARUS MUSIC. El disco propone un estilo de composición más diverso, complejo y de original propuesta estética, adquiriendo un protagonismo relevante las atmósferas góthic/dark con voces claras, acompañada por líricas de sentida poesía y sin dejar de lado los momentos intensos propios del black metal. Sabaoth vuelve a obtener elogiosas críticas de la prensa internacional y vuelve a salir de gira por la Argentina como cabeza de cartel presentando Windjourney tanto en la capital como en ciudades del interior de dicho país.
Después de algún tiempo y algunas presentaciones, la banda queda parada por algunos años, retornando así en el año 2006 luego de siete años de silencio. Sabaoth liderado por Zethyaz en la voz y guitarra vuelve a los escenarios y con nuevos integrantes, Kal Kav en el bajo y coros, y Xua en la batería, presentándose en dos conciertos memorables compartiendo en uno de ellos con el grupo de goth metal argentino Blood Parade y con el grupo brasilero Sepultura, leyenda de metal mundial que visitó Paraguay. En el cierre de ese año una vez más, la banda fue contratada por el sello Icarus Music para grabar su tercer disco, publicándolo en junio de 2008 con el nombre “LES ILLUMINATIONS”.
“Les Illuminations” es un álbum conceptual basado en los poetas malditos franceses, cuyas canciones dan vida a poemas de autores como Rimbaud, Baudelaire, Lautreamon, Verlaine. Vasto y complejo, con participación de músicos de la orquesta Sinfónica Nacional del Paraguay, Les Illuminations le da una vez más a Sabaoth el estatus internacional que siempre poseyó y reafirma el prestigio logrado en sus más de dieciséis años de carrera. La Municipalidad de Asunción declaró "Les Illuminations" de interés cultural para la ciudad.
En el año 2009 el grupo visitó una vez más Buenos Aires en la presentación de su tercer álbum de estudio, compartiendo escenario con el grupo norteamericano Morbid Angel en El Teatro de Flores de dicha capital, consolidándose una vez más como uno de los máximos exponentes de metal de su país. El mismo año realiza en el Centro Cultural Juan de Salazar de la ciudad de Asunción, un concierto acústico atípico y sin precedentes dentro de su estilo musical abarcando épocas de sus tres álbumes de estudio.

## Miembros

### Actuales
- Zethyaz (Juan Ramírez Biedermann - Guitar and Vocals.
- Kal Kav – Guitar, guitarra paraguaya, Bass, Piano and Choir.
- Xua – Drums and Choir.

### Pasados
- Zethineph (Andres Benitez) - Vocals and Keyboards.
- The N - Drums and Keyboards.

## Discografía

### Álbumes
- Sabaoth – 1996.
- Windjourney – 1999.
- Les Illuminations – 2008.

### Demos
- Dentro Del Culto – 1993.
- Southern Twilight – 1994.